# Bipolar Disorders
Bipolar Disorders, abgekürzt Bipolar Disord., ist eine wissenschaftliche Fachzeitschrift, die vom Wiley-Blackwell-Verlag im Auftrag der International Society for Bipolar Disorders veröffentlicht wird. Die Zeitschrift erscheint derzeit achtmal im Jahr. Es werden Arbeiten veröffentlicht, die sich mit dem Thema Bipolare Störung beschäftigen.
Der Impact Factor lag im Jahr 2014 bei 4,965. Nach der Statistik des ISI Web of Knowledge wird das Journal mit diesem Impact Factor in der Kategorie klinische Neurologie an 20. Stelle von 192 Zeitschriften, in der Kategorie Neurowissenschaften an 43. Stelle von 252 Zeitschriften und in der Kategorie Psychiatrie an 20. Stelle von 140 Zeitschriften geführt.